# مارگارت لانر
مارگارت لانر (انگلیسی: Margarete Lanner؛ ۱۷ فوریه ۱۸۹۶ – ۱۹۸۱) بازیگر تئاتر، و بازیگر سینما اهل آلمان بود.
از فیلم‌ها یا برنامه‌های تلویزیونی که وی در آنها نقش داشته‌است می‌توان به متروپلیس اشاره کرد.